# Benavides (León)
Benavides ist ein nordspanischer Ort und eine Gemeinde (municipio) mit 2.342 Einwohnern (Stand: 2024) in der Provinz León in der Autonomen Gemeinschaft Kastilien-León. Neben dem Hauptort Benavides de Órbigo besteht die Gemeinde aus den Ortschaften Quintanilla del Monte, Antoñán del Valle, Quintanilla del Valle, Vega de Antoñán und Gualtares de Órbigo.

## Lage und Klima
Benavides liegt am Río Orbigo, der die südöstliche Gemeindegrenze bildet, in einer Höhe von ca. 840 m in der westleonesischen Hochebene (meseta). Das Klima ist gemäßigt bis warm; Regen (ca. 597 mm/Jahr) fällt überwiegend im Winterhalbjahr.

## Bevölkerungsentwicklung
| Jahr      | 1970 | 1981 | 1991 | 2001 | 2011 | 2021 |
| Einwohner | 4009 | 3333 | 3204 | 3024 | 2808 | 2426 |

Aufgrund der zunehmenden Mechanisierung der Landwirtschaft und der Aufgabe zahlreicher bäuerlicher Kleinbetriebe in der zweiten Hälfte des 20. Jahrhunderts fehlten mehr und mehr Arbeitsplätze, was eine immer noch anhaltende Landflucht auslöste.

## Persönlichkeiten
- Enrique Pimentel (1574–1643), Bischof von Valladolid (1619–1622) und Cuenca (1622–1643)
- Manuel Núñez Pérez (* 1933), Gesundheitsminister
- Guillermo del Riego (* 1958), Kanute, Bronze- und Silbermedaillengewinnerin bei den Olympischen Spielen 1980